# Jaroslav Kučera (politik ČSS)
Jaroslav Kučera (5. července 1920 – 11. června 1987) byl český a československý politik Československé strany socialistické, poslanec Sněmovny národů Federálního shromáždění a České národní rady na počátku normalizace.

## Biografie
K roku 1969 se uvádí bytem v Chebu, původním povoláním byl mzdový účetní. Absolvoval gymnázium s maturitou. Později získal kvalifikaci frézaře a v době nástupu do parlamentu byl zaměstnán v n. p. ESKA v Chebu. Byl členem předsednictva Ústředního výboru ČSS a předsednictva Krajského výboru ČSS pro Západočeský kraj.
Po provedení federalizace Československa usedl v lednu 1969 do Sněmovny národů Federálního shromáždění. Nominovala ho Česká národní rada, v níž rovněž zasedal. Ve federálním parlamentu setrval do prosince 1970, kdy rezignací na křeslo v ČNR ztratil i mandát ve FS.